# Андріївська сільська рада (німецька національна, Черняхівський район)
Андріївська сільська рада (до 1946 р. — Андрієво-Німецька сільська рада) — колишня адміністративно-територіальна одиниця та орган місцевого самоврядування в Черняхівському районі Волинської округи, Київської та Житомирської областей УРСР з адміністративним центром у с. Андріївка.

## Населені пункти
Сільській раді на момент ліквідації були підпорядковані населені пункти:
- с. Андріївка
- х. Пекарщина

## Населення
Кількість населення ради, станом на 1931 рік, становила 1 112 осіб.

## Історія та адміністративний устрій
Утворена 21 лютого 1925 року, як німецька національна, в складі колоній Андріївка та Пекарщина Андріївської сільської ради Черняхівського району Житомирської округи.
7 червня 1946 року, відповідно до указу Президії Верховної ради УРСР «Про збереження історичних найменувань та уточнення і впорядкування існуючих назв сільрад і населених пунктів Житомирської області», Андрієво-Німецька сільська рада була перейменована на Андріївську через перейменування адміністративного центру ради, с. Андрієво-Німецьке, на с. Андріївка.
Станом на 1 вересня 1946 року, відповідно до інформації довідника «Українська РСР. Адміністративно-територіальний поділ», на обліку в раді перебувало с. Андріївка.
Ліквідована 11 серпня 1954 року, відповідно до указу Президії ВР УРСР «Про укрупнення сільських рад по Житомирській області»; територію ради включено до складу Андрієво-Української сільської ради Черняхівського району.